# Tennis
|  | Per a altres significats, vegeu «Tennis (grup de música)». |

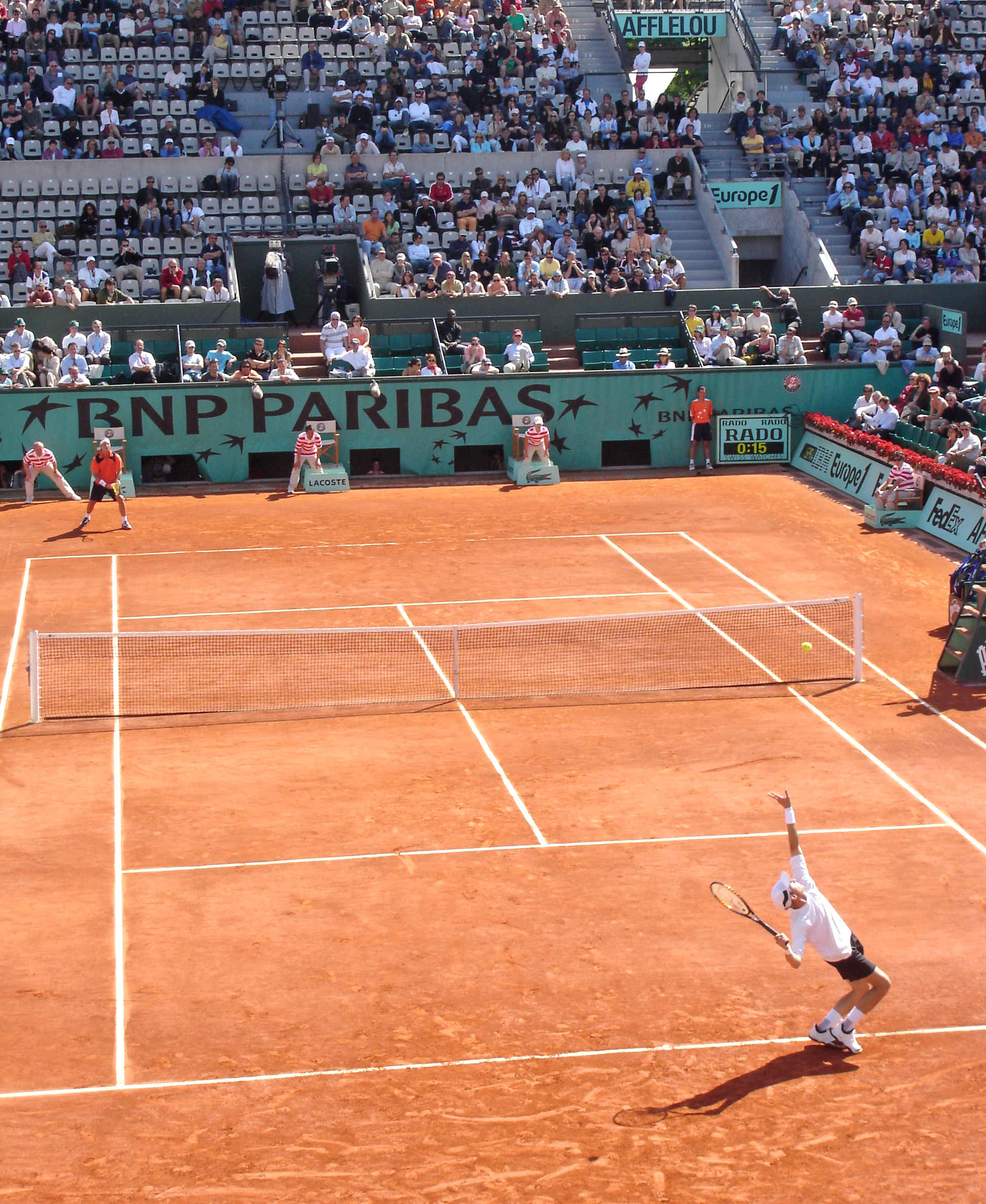
Partit de tennis a Roland Garros

El tennis o tenis (IPA: [ˈtɛnis] per a totes dues grafies) és un esport de pilota en què s'enfronten dos jugadors o dues parelles de jugadors, que es desenvolupa en una pista rectangular dividida transversalment per una xarxa. Aquest esport consisteix a colpejar la pilota amb una raqueta per fer-la passar per damunt de la xarxa de manera que l'adversari no la pugui tornar.
El tennis modern es va originar al Regne Unit a final del segle xix. Després de la seva creació el tennis es va fer popular entre les classes altes dels països angloparlants, estenent-se per tot el món al segle xx. Va estar present als primers Jocs Olímpics moderns el 1896 a Atenes, sent esport olímpic fins a París 1924. Després d'haver estat esport de demostració en les competicions de 1968 i 1984 va tornar a assolir la categoria d'esport olímpic a Seül 1988.

## Terminologia

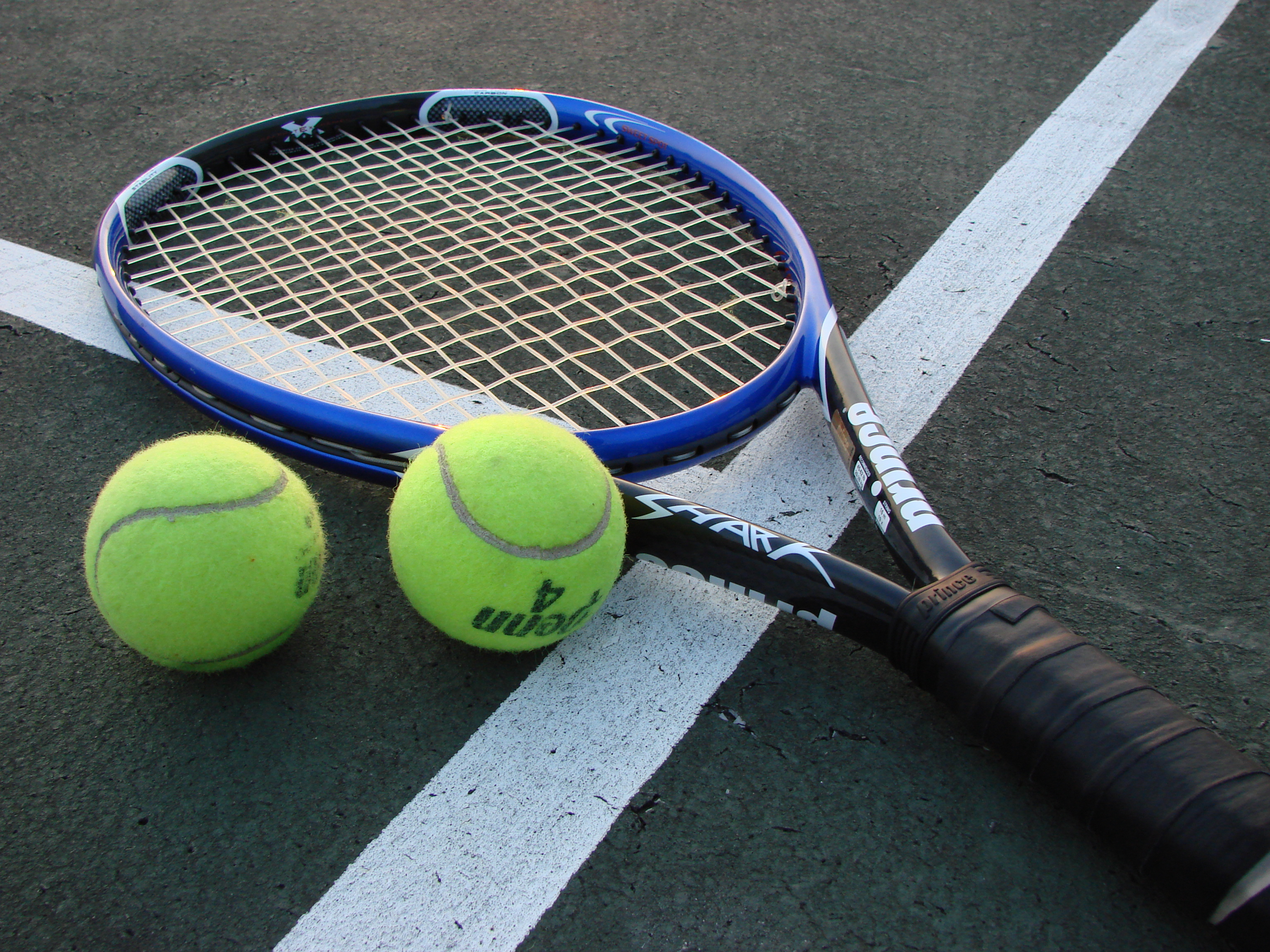
Raqueta i pilotes de tennis

La terminologia tennística sol tenir origen francès.
- Tennis deriva de la paraula francesa tenez, l'imperatiu del verb tenir, que es feia servir quan un jugador servia la pilota: "tingueu!".
- Raqueta ve del francès raquette, que deriva de la paraula àrab rakhat, que significa palmell de la mà.
- Deuce ve de l'expressió à deux le jeu (el joc per als dos), és a dir, que el marcador està empatat.
- Love sembla que ve de l'œuf (l'ou), en referència a la forma del nombre zero semblant a un ou. De totes maneres, aquesta teoria no està completament confirmada.

## Història

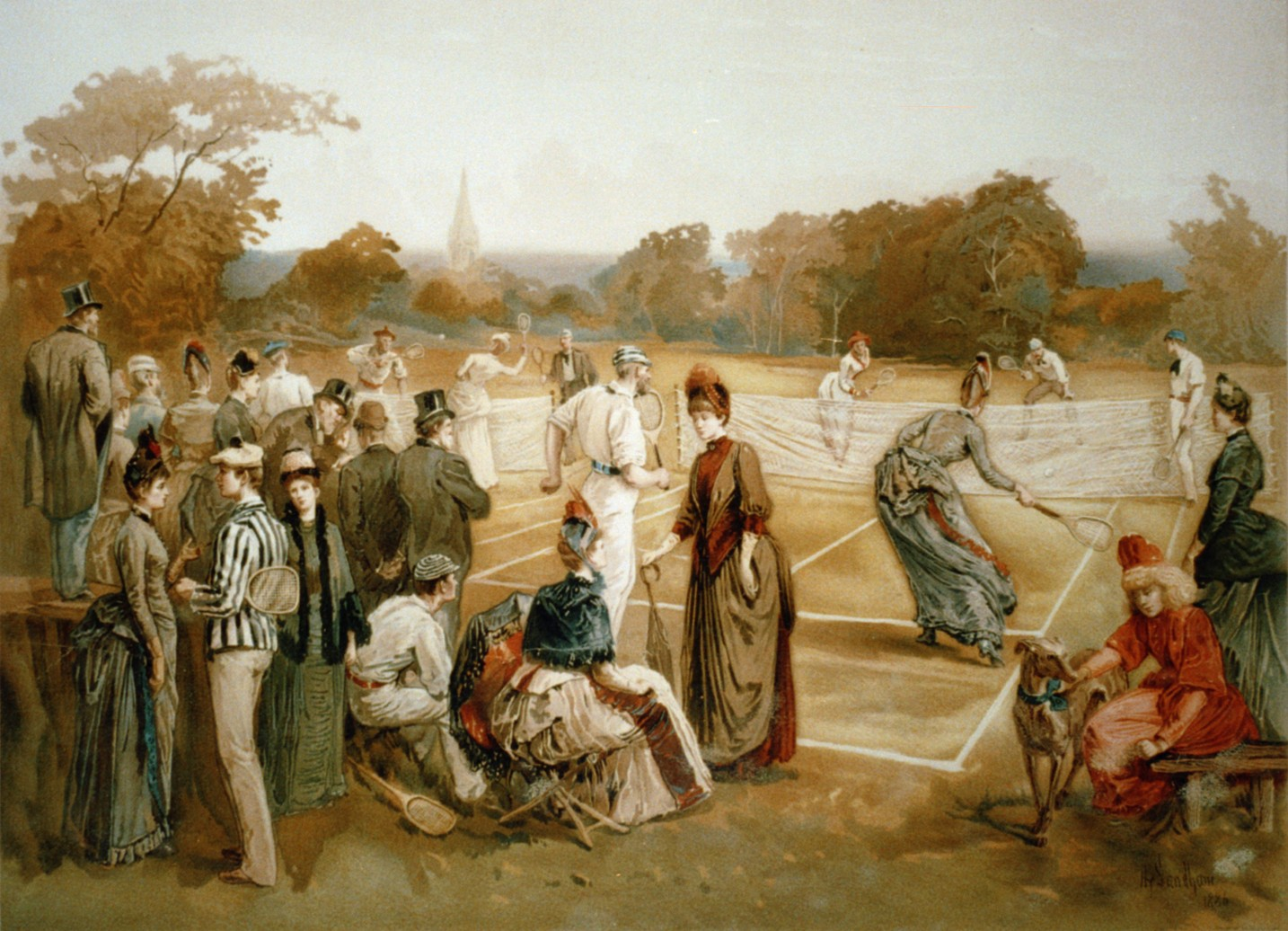
Tennis sobre gespa als Estats Units (1887)

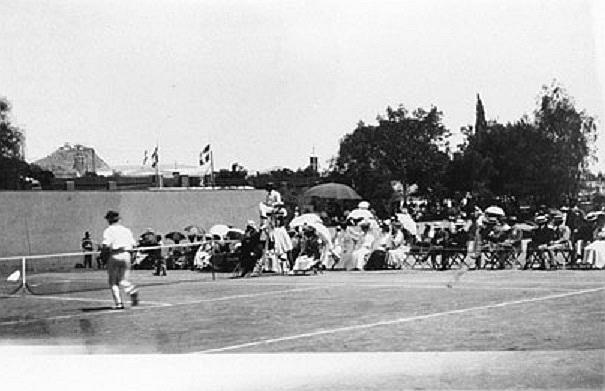
El tennis als Jocs Olímpics d'estiu del 1896 (Atenes)

El tennis actual té els seus orígens en un esport francès del segle xiv anomenat jeu de paume, disputat pels membres de la cort a l'interior d'un recinte. Inicialment, el disputaven colpejant una mena de pilota amb les mans, però més endavant introduïren l'ús d'una mena de raqueta. Posteriorment, aquest esport es va expandir a Anglaterra.
El tennis modern va ser una creació de Joan Baptista Auguri Perera, un català establert al Regne Unit. Aficionat a l'esport, va inventar un nou joc a l'aire lliure amb xarxa, raquetes i pilota. Ho va fer al jardí de casa seva, el número 8 d'Ampton Road (Birmingham), amb la col·laboració del seu amic Harry Gem, un advocat i escriptor de la ciutat, també aficionat a l'esport. Des del 1859 jugaven al lawn racket, tal com van batejar el nou joc, tot i que finalment rebria el nom de lawn tennis. El 1872 es va traslladar amb el seu amic a Leamington Spa, on crearien el primer club de tennis de la història, el Leamington Lawn Tennis Club.
Tradicionalment, s'ha atribuït la invenció del tennis modern a Walter Clopton Wingfield, però en les darreres dècades s'ha qüestionat aquesta afirmació.
El 1874 Wingfield va patentar i comercialitzar un joc que va anomenar sphairistiké, i que s'assemblava molt al lawn tennis de Perera i Gem, tot i que amb un camp amb forma de rellotge de sorra i una xarxa més alta. Però se sap que Perera i Gem des d'almenys el 1859 jugaven al lawn tennis. El mateix 1874, en una carta adreçada a Gem, Wingfield va reconèixer que havia estat experimentant amb el lawn tennis durant només un any i mig.
L'impuls definitiu per a l'esport tingué lloc a l'All England Lawn Tennis and Croquet Club (a Wimbledon, Londres). Allí nasqué la primera gran competició el 1877 amb victòria de Spencer Gore. El 1881 es formà la United States National Lawn Tennis Association, que donà forma i estandarditzà les regles del joc i organitzà les primeres competicions americanes, com l'obert dels Estats Units de tennis masculí, que s'inicià el 1881, a Newport (Rhode Island). La primera Copa Davis, un torneig anual entre equips nacionals, es disputà el 1900. Les actuals regles de la I.L.T.F. daten del 1924. El 1963 es començà a disputar la Copa Federació de tennis (versió femenina de la Copa Davis de tennis).
A diferència de la majoria d'esports, el tennis fou dels primers esports que permeté competir a les dones. La primera competició en què prengueren part fou el 1879 a Dublín, amb victòria de Mary Langrishe. El primer torneig femení de Wimbledon fou l'any 1883 amb victòria de Maud Watson. El 1887, Ellen Hansell guanya el primer obert dels Estats Units de tennis femení.
L'any 1926, el promotor C.C. Pyle organitzà la primera gira de tennistes professionals, on oferia partits d'exhibició de pagament. Durant quaranta-dos anys, els tennistes professionals i els amateurs restaren estrictament separats: quan un jugador passava a ser professional, ja no podia competir en els torneigs amateurs. Aquesta distinció cada cop tenia menys sentit, ja que els tennistes amateurs eren, en realitat, professionals encoberts. L'any 1968, després de pressions comercials i rumors sobre amateurs rebent diners d'amagat, es va posar fi a aquesta situació i començà l'era dels torneigs open (oberts a tots els tennistes).
Amb el començament d'aquesta nova era, l'establiment d'un circuit de tennis professional, i els beneficis dels drets de televisió, la popularitat del tennis s'ha expandit per tot el món, i l'esport s'ha alliberat de la seva imatge d'esport anglès de classe mitjana-alta (tot i que es reconeix que aquest estereotip encara existeix).

## Reglament
-Abans de començar a pilotejar es fa un sorteig on els dos jugadors s'apropen a la xarxa i el jutge de cadira llença una moneda. Aleshores el jugador que escull la cara de la moneda sortida a l'atzar, pot triar si ser el servidor o el restador.
-Un partit de tennis comença amb la sacada d'un dels jugadors que ha de colpejar la pilota de tal manera que reboti dins del quadre diagonal al del costat del qual treu; és a dir, el jugador sempre ha de servir (treure) de forma creuada.
-Per cada punt el jugador que treu té dues oportunitats; si falla la primera, en té una altra més, almenys que al primer intent la pilota toqui la malla i després caigui en el quadrat que li toca, en aquest cas el jugador repeteix aquest servei. Si al segon servei també comet una falta, es produeix una doble falta, i el restador guanya el punt.
-Després de la sacada els dos jugadors hauran de passar alternativament la bola d'un camp a l'altre a la recerca que el seu rival no pugui tornar abans que reboti dues vegades; si passa això s'aconseguirà un punt.
-Guanyant 4 punts s'aconsegueix un joc, i guanyant 6 jocs s'aconsegueix un set.
-El partit es divideix en dos sets (un màxim de 3) en els tornejos de l'ATP World Tour, i en 3, màxim de 5 en els tornejos de Grand Slam.

### Pista

Mides d'una pista de tennis.

El tennis es juga a una pista rectangular. Les seves mides exactes estan definides segons el sistema anglosaxó de mesures i varien segons si es juga individualment o per parelles. Per a partits individuals mesura 78 peus (23,77 metres) de llargada i 27 peus (8,23 metres) d'amplada. Per a partits de dobles, la llargada és la mateixa, encara que l'amplada és de 36 peus (10,97 metres).
Una xarxa divideix la pista en dues meitats, separant cada oponent a un costat. L'alçada de la xarxa als pals és de 3 peus i 6 polzades (1,07 metres), i al centre de la pista és de 3 peus (0,914 metres). A cada costat de la xarxa hi ha dos rectangles idèntics anomenats quadres de servei que mesuren 21 peus (6,40 metres) de llarg i 13,5 peus (4,11 metres) d'ample, que serveixen per a determinar si un servei és vàlid o no.
La pista moderna de tennis va ser dissenyada per Walter Clopton Wingfield que el 1873 va patentar una pista molt similar a l'actual. La pista va ser modificada el 1875 a la pista que existeix avui, amb marques similars a les de la versió de Wingfield però canviant la forma de rellotge de sol original a una pista rectangular.

### Punts
Els jugadors (o parelles) comencen separats per la xarxa. Un jugador és designat el servidor, i el jugador rival, o un de la parella rival, és el restador. El servei s'alterna entre les dues meitats de la pista. Per a cada punt, el servei comença darrere de la línia més allunyada de la xarxa, entre la marca central i la línia lateral. El restador pot començar a qualsevol lloc al seu costat de la xarxa.
A un servei legal, la pilota ha de passar per sobre la xarxa (sense tocar-la) i caure sobre el rectangle de servei diagonalment oposat. Si la pilota toca la xarxa, però cau al quadre de servei, serà let o servei de xarxa, que significa servei nul, i el servidor haurà de repetir el servei. El jugador pot servir tantes vegades com serveis de xarxa a un punt i mai seran tractats com a falta. Una falta és un servei que surt fora del quadre de servei o que no passa sobre la xarxa. També és falta quan el jugador trepitja la línia de fons o més enllà de la marca central de la línia abans que la pilota caigui. Si al segon servei també comet una falta, es produeix una doble falta, i el restador guanya el punt. Si al segon servei no es comet cap falta, és considerat servei legal.
Després d'un servei legal comença un piloteig, on cada jugador (o parelles) intercanvien llançaments sobre la xarxa. Una restada legal consisteix en el fet que el restador colpegi la pilota exactament un cop abans que la pilota hagi botat dues vegades. La pilota llavors ha de tornar a passar sobre la xarxa i botar a l'altra meitat de la pista. El jugador que no aconsegueixi retornar legalment la pilota perd el punt.

### Puntuació
Un partit de tennis està format per sets, el guanyador del partit serà qui aconsegueixi un nombre predeterminat de sets. Cada set està integrat per jocs. A cada joc hi ha un servidor, que es va alternant. Aquests jocs estan formats alhora per punts.
El primer a guanyar quatre punts amb una diferència mínima de dos punts respecte al seu oponent és el guanyador del joc. Si es donés el cas en què cap dels jugadors o parelles tingui un avantatge de dos punts en arribar a quatre, guanyar el joc el primer que aconsegueixi una diferència de dos punts. El recompte dels punts es fa d'una manera peculiar: quan un jugador guanya el seu primer punt, el resultat momentani és de 15, quan guanya dos punts, 30 i quan guanyar tres punts, 40. Si els dos jugadors estan empatats a 40, es diu que hi ha deuce o iguals. El primer jugador o parella que guanyi un punt després del deuce, aconsegueix un avantatge, si també guanya el següent punt, aconsegueix el joc. Si no aconseguís el següent punt, tornaria a haver-hi deuce fins a aconseguir una diferència de dos punts.
El jugador que guanya sis jocs, amb una diferència de dos, aconsegueix la victòria al set. Si es dona que un jugador arriba al sisè joc, però amb una diferència d'un punt (6-5) s'haurà de continuar fins a aconseguir una diferència de dos. Si el reglament del torneig així ho estableix, en arribar al 6-6 es jugarà un tie-break, on el resultat del set es juga mitjançant punts fins que algú arriba a set, amb diferència de dos. Si s'arriba al setè punt, però sense diferència de dos (7-6), s'haurà de continuar jugant fins que un dels jugadors aconsegueixi una diferència de dos punts. El guanyador del tie-break també aconsegueix el set. Actualment, gairebé a totes les competicions existeixen tie-breaks, excepte als sets finals de l'Open d'Austràlia, Roland Garros, Wimbledon, US Open, la Copa Davis, la Copa Federació i als Jocs Olímpics.

## El colpejament

### Servei
Es llença la pilota cap amunt (depenent del tipus de servei que es vulgui efectuar es llençarà en diferents direccions). Els genolls es flexionen per agafar impuls, amb el braç que agafa la raqueta. Es flexiona suaument cap amunt i amb les cordes de la raqueta mirant cap a l'altre camp es colpeja la pilota.

### Drive
És un cop en el qual s'ha d'estar perfilat a la pilota depenent de la mà amb què juga el tennista. S'han de flexionar els genolls per agafar impuls i baixar l'espatlla per apuntar cap a la xarxa. El braç passa d'estar flexionat a estar totalment estirat. Molt important tocar la pilota davant i acabar el cop a l'espatlla esquerra pels destres i l'espatlla dreta pels esquerrans.

### Revés
És el cop oposat al drive. El revés es pot efectuar amb una mà o amb dues. Si és amb una mà, el cos ha d'estar més arquejat i ajudar-se de la pelvis per fer més impuls. En l'altre cas, s'agafa el mànec amb les dues mans, la cama oposada es creua, els genolls es flexionen i el braç passa d'estar flexionat a estar totalment estirat després del cop. És important acabar el cop a l'espatlla.

### Volea
Aquest cop es realitza abans que la pilota boti. És un cop que convé ser realitzat amb velocitat. El cop es fa portant endavant el peu oposat al costat on impactarà la pilota, de manera que la raqueta pugui fer un breu moviment cap enrere per impactar la pilota endavant i de dalt a baix, aprofitant la força de la mateixa pilota.

### Smash
El cop es prepara portant la raqueta cap enrere i posant-la darrere del clatell, mentre la mà lliure apunta a dalt cap a la pilota. En el moment de l'impacte, el peu del darrere passa cap endavant, al mateix temps que la raqueta surt de darrere, el cos es troba en un moviment similar al del servei. Al moment d'impactar la pilota, el canell s'ha de flexionar cap avall, acabant el cop de manera similar al servei.

## Superfícies
Hi ha quatre tipus bàsics de superfície en les quals es juga al tennis: gespa, terra batuda, pista dura i pista de moqueta. Cadascuna d'aquestes superfícies té característiques diferents, les quals condicionen el joc. El més important d'aquestes és la forma en què bota la pilota en cada una d'elles:
Les pistes anomenades lentes són aquelles en què la pilota té un bot més alt i més lent, i això comporta que tarda més temps a impactar a terra per segona vegada. Normalment, els punts jugats sobre aquesta superfície són més llargs que en les altres. Les pistes denominades ràpides són aquelles en què passa tot el contrari, bots més baixos i ràpids i, per tant, punts més ràpids. La terra batuda és la superfície més lenta, mentre que la d'herba és la més ràpida.

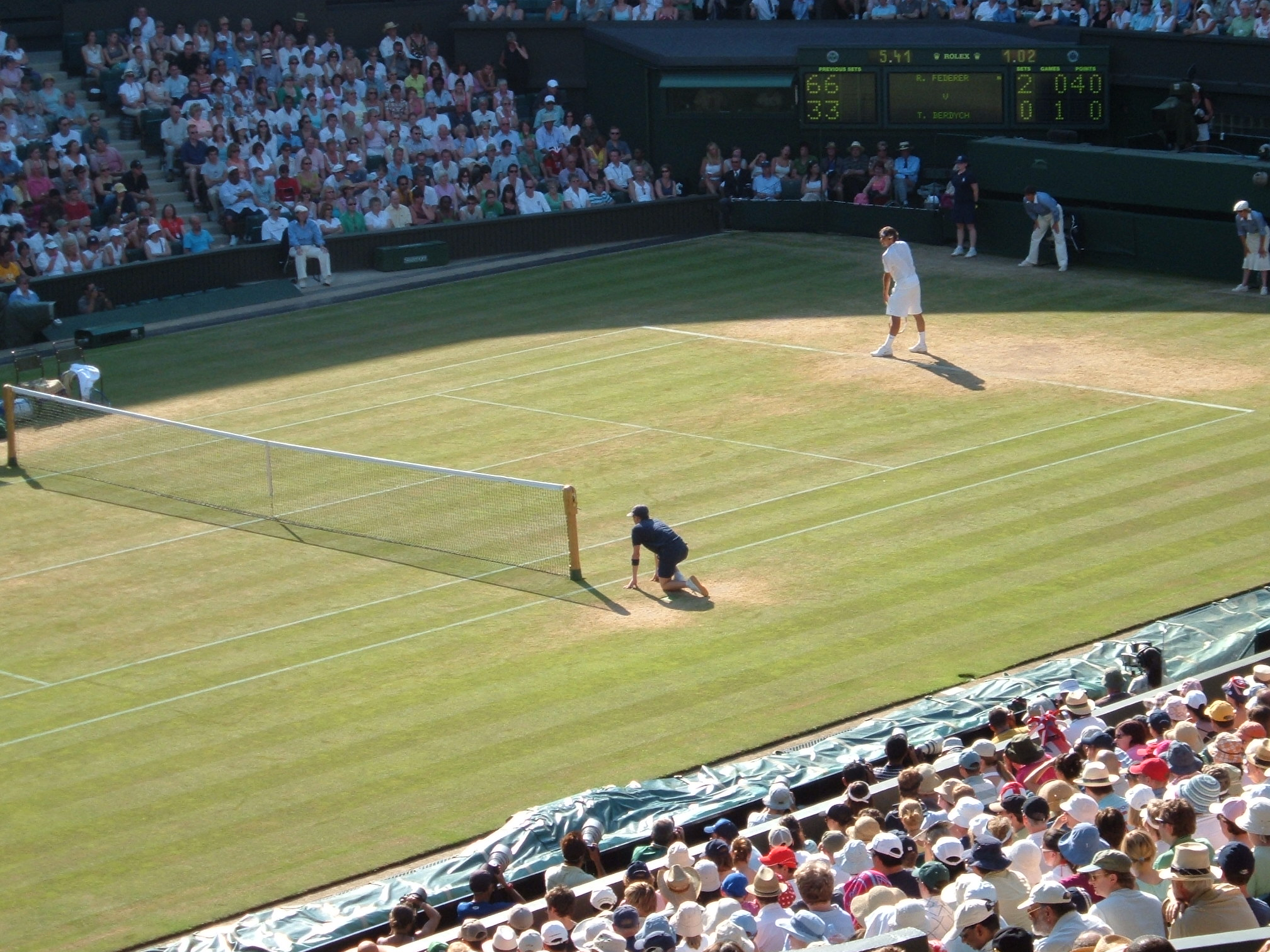
Federer jugant sobre gespa.

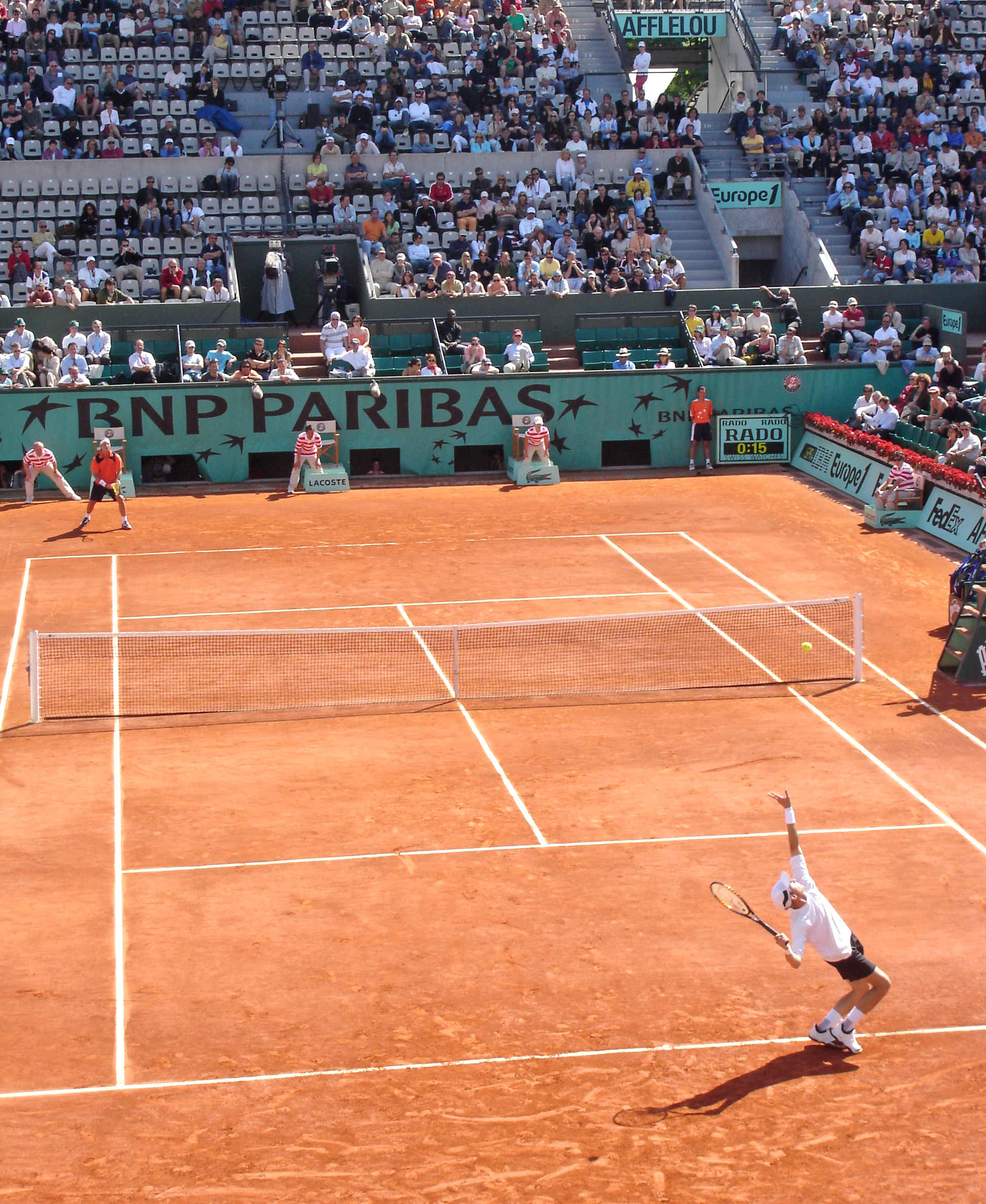
Una pista de terra batuda.

### Gespa
És una de les més ràpides, té la principal característica en el bot de la pilota, que en comptes de rebotar, rellisca i surt més ràpida i de forma irregular per les diferències entre la gespa i el terra. És ideal per a grans servidors i jugadors d'atac com Ivanišević, Sampras, Rafter, Federer i Roddick. El torneig més important sobre aquesta superfície és el Torneig de Wimbledon.

### Terra batuda
És la més lenta, la pilota bota i surt amb la mateixa velocitat. Es juga molt més des del fons de la pista, en haver-hi més temps per a preparar els llançaments. Tradicionalment, els jugadors més destacats sobre aquesta superfície han estat els argentins i els espanyols, com és l'exemple de Rafael Nadal. El torneig més important sobre aquesta superfície és el Torneig de Roland Garros.

### Pista dura
És una de les més equilibrades i regulars, el bot sempre és regular, més ràpid que a la terra batuda, però no tant com a la gespa. La velocitat depèn de la pintura emprada sobre la pista i de la composició d'aquesta. Hi destaquen els jugadors d'atac i servidors com Andy Roddick, Marat Safin i Roger Federer. Els Grand Slams d'Austràlia i Estats Units utilitzen aquesta superfície, encara que la d'Austràlia és més lenta que la dels Estats Units.

### Pista de moqueta
És una pista amb el paviment cobert d'una moqueta molt prima, fet que afavoreix el joc molt ràpid, amb característiques similars al ciment. Hi destaquen els jugadors d'atac, servei o volea com Sampras, Federer i Roddick.

## Jutge de cadira

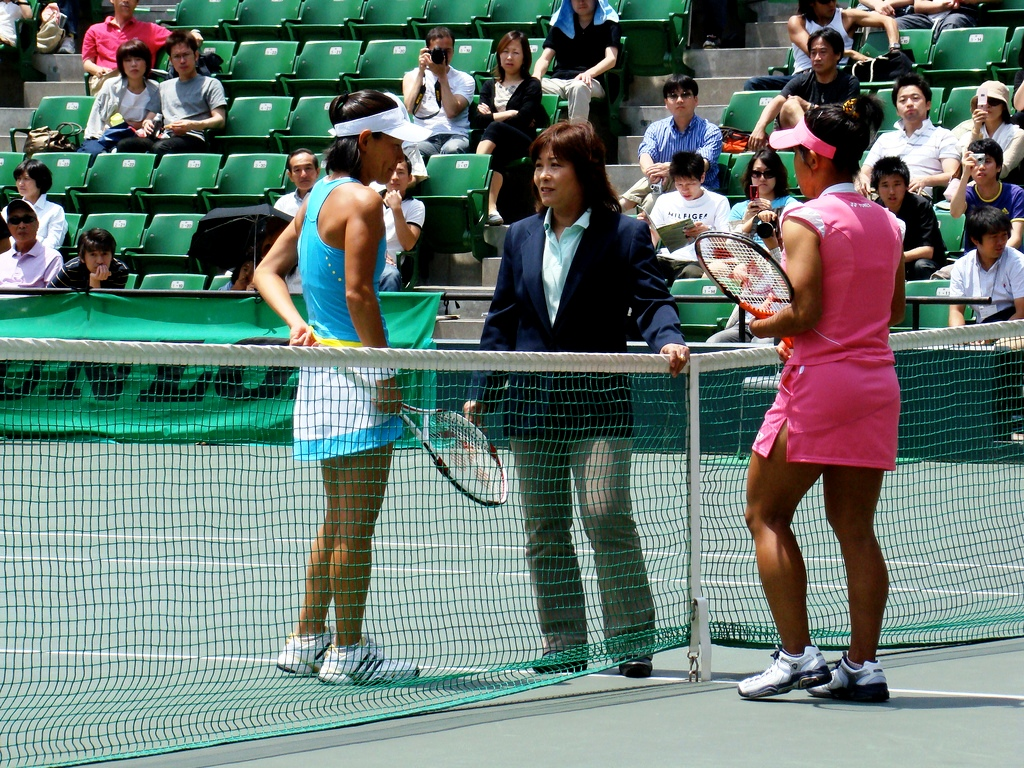
Un jutge de cadira informant dos jugadors sobre les regles

A la majoria dels partits professionals i a algunes competicions amateurs, hi ha un jutge de cadira o àrbitre que se situa a una cadira elevada a un costat de la pista. El jutge pot estar assistit per jutges de línia, que tenen com a funció principal controlar si la pilota ha botat dins o fora dels límits de la línia de què estan encarregats; i pel jutge de falta de peu, situat al costat de la pista oposat al del jutge de línia de fons, que té la funció d'anunciar les faltes de peu. També pot tenir un jutge de xarxa que s'encarrega de controlar que la pilota de servei no toqui la vora superior de la xarxa. A alguns tornejos, els jugadors estan facultats per demanar un nombre limitat de repeticions de la jugada, que s'aconsegueixen mitjançant l'anomenat ull de falcó, consistent en un joc de càmeres i un programa informàtic, que amb un marge d'error de només cinc mil·límetres, reprodueix la trajectòria i el bot exacte de la pilota.
La torre de l'àrbitre és la cadira en què l'àrbitre oficial del partit de tennis s'asseu. És una cadira alta, amb un camp de visió més ampli i millor. Acostuma a tenir una tauleta i un micròfon perquè l'àrbitre gestioni el joc.

## Torneigs
Els torneigs de tennis sovint són organitzats per sexe i nombre de jugadors. Generalment, els torneigs poden ser d'individuals masculins, individuals femenins i dobles, on una parella juga a cada costat de la xarxa. Els torneigs poden ser organitzats per a grups d'edat específics amb un límit d'edat, superior per als joves i inferior per als jugadors sèniors. Hi ha també torneigs per a jugadors amb discapacitat, com el tennis sobre cadira de rodes o tennis per a sords.

### Torneigs de Grand Slam
Els quatre torneigs de Grand Slam són considerats els torneigs de tennis més prestigiosos al món. S'organitzen anualment i s'inclouen, en ordre cronològic, l'Open d'Austràlia, Roland Garros, Wimbledon i l'Open dels Estats Units. Juntament amb els Jocs Olímpics, la Copa Davis, la Copa Federació i la Copa Hopman, són els únics torneigs regulats per la Federació Internacional de Tennis (ITF). Les associacions nacionals de la ITF tenen delegada la responsabilitat d'organitzar aquests esdeveniments.
D'acord amb l'especial importància històrica d'aquests campionats, tenen també millors premis, i concedeixen el doble de punts al campió que als torneigs de rang immediatament inferior, els Masters 1000 (masculí) i els WTA Premier tournaments (femení).
Una altra característica dels Grand Slams és el nombre de jugadors al torneig d'individuals, 128, més que cap altre torneig de tennis professional. A la categoria masculina, els enfrontaments són al millor de cinc sets. Els Grand Slams estan entre els pocs torneigs que duren dues setmanes, els altres són el Masters d'Indian Wells i el Masters de Miami.
| Mesos          | Torneig                | Seu       | Superfície          | Premi         |
| -------------- | ---------------------- | --------- | ------------------- | ------------- |
| gener          | Open d'Austràlia       | Melbourne | Dura (Plexicushion) | 10.712.240 A$ |
| maig-juny      | Roland Garros          | París     | Terra batuda        | 7.322.320 €   |
| juny-juliol    | Wimbledon              | Londres   | Gespa               | 5.616.600 £   |
| agost-setembre | Open dels Estats Units | Nova York | Dura (DecoTurf)     | -             |

### Masters 1000
Els ATP World Tour Masters 1000 és un grup de nou torneigs que formen el segon rang al tennis masculí. Cada torneig se celebra anualment i el guanyador de cada un d'ells actualment guanya 1000 punts. Van adoptar aquesta consideració quan l'Associació de Tennistes Professionals va començar a desenvolupar el tour masculí el 1990, on els directors van designar els nou millors torneigs, a part dels Grand Slams, i els anomenaren torneigs Super Nine. A vegades aquests esdevenen Masters Series. Al novembre de cada any, els vuit millors tennistes del món participen en la Copa Masters masculina, que va canviant de seu periòdicament. El 2008 va tenir lloc a Shanghai (Xina), i el 2009 a Londres.
| Mes d'inici | Torneig                | Seu          | Superficie   | Premi       |
| ----------- | ---------------------- | ------------ | ------------ | ----------- |
| Març        | Masters d'Indian Wells | Indian Wells | Dura         | 6.993.450 $ |
| Març        | Masters de Miami       | Miami        | Dura         | 6.993.450 $ |
| Abril       | Masters de Montecarlo  | Montecarlo   | Terra batuda | 4.273.775 € |
| Maig        | Masters de Roma        | Roma         | Terra batuda | 4.273.775 € |
| Maig        | Masters de Madrid      | Madrid       | Terra batuda | 5.439.350 € |
| Agost       | Masters del Canadà     | Mont-real    | Dura         | 4.662.300 $ |
| Agost       | Masters de Cincinnati  | Cincinnati   | Dura         | 4.973.120 $ |
| Octubre     | Masters de Xangai      | Xangai       | Dura         | 5.924.890 $ |
| Novembre    | Masters de París       | París        | Dura         | 4.273.775 € |

### Tornejos importants
- Copa Davis de tennis
- Copa Federació de tennis
- Obert de Roland Garros
- Obert dels Estats Units de tennis
- Obert de Wimbledon
- Obert d'Austràlia de tennis
- Torneig Comte de Godó

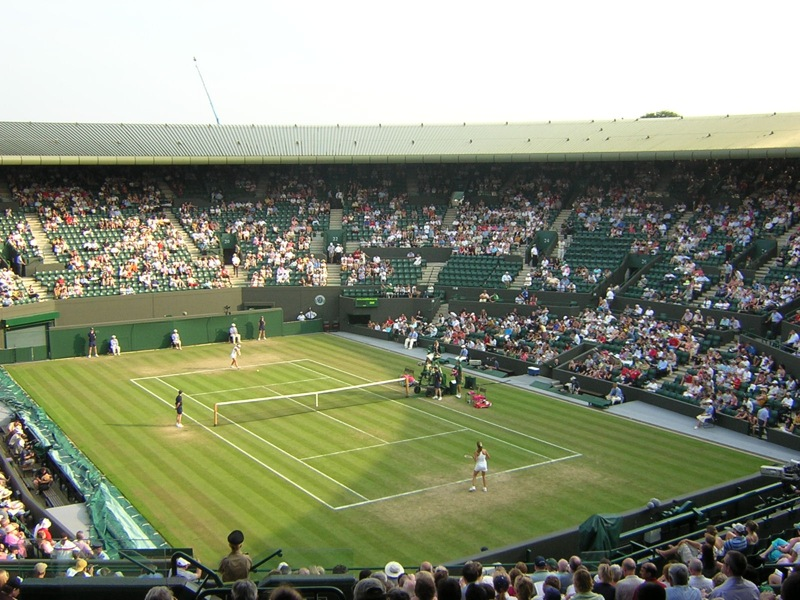
Pista central de Wimbledon, 2006

- Campionat d'Europa de clubs de tennis
- Campionat d'Espanya de clubs de tennis masculí
- Campionat d'Espanya de clubs de tennis femení

## Tennistes destacats

### Top 10 masculí actual
El 24 de febrer de 2018
| Posició | Tennista           | País     | Punts |
| ------- | ------------------ | -------- | ----- |
| 1       | Carlos alcaraz     | Espanya  | 10235 |
| 2       | Novak Đoković      | Serbia   | 9720  |
| 3       | Roger Federer      | Suïssa   | 6590  |
| 4       | Daniil Medvedev    | Rússia   | 5960  |
| 5       | Dominic Thiem      | Austria  | 5890  |
| 6       | Stéfanos Tsitsipàs | Grècia   | 5375  |
| 7       | Alexander Zverev   | Alemanya | 3345  |
| 8       | Matteo Berretini   | Itàlia   | 2870  |
| 9       | Rafa Nadal         | Espanya  | 2630  |
| 10      | Gael Monfils       | França   | 2565  |

### Top 10 femení actual
A 24 de febrer de 2018.
| Posició | Tennista           | País            | Punts |
| ------- | ------------------ | --------------- | ----- |
| 1       | Caroline Wozniacki | Dinamarca       | 8010  |
| 2       | Simona Halep       | Romania         | 7965  |
| 3       | Garbiñe Muguruza   | Espanya         | 6175  |
| 4       | Elina Svitòlina    | Ucraïna         | 5910  |
| 5       | Karolina Plísková  | República Txeca | 5080  |
| 6       | Jelena Ostapenka   | Letònia         | 5000  |
| 7       | Caroline Garcia    | França          | 4625  |
| 8       | Venus Williams     | Estats Units    | 4277  |
| 9       | Angelique Kerber   | Alemanya        | 3220  |
| 10      | Petra Kvitová      | República Txeca | 3086  |

## Preparació física
La preparació física al tennis d'alt rendiment és una part molt important en aquest esport.
Les característiques d'un tennista es divideixen en tres parts importants:
- La tècnica i la tàctica
- L'estat psicològic
- La condició física

Per poder aconseguir un tennista complet, cal que aquestes tres característiques estiguin totalment equilibrades i es treballin de la mateixa manera.
Els exercicis físics es poden dividir en diferents grups:
- Exercicis de velocitat
- Exercicis de força
- Exercicis de coordinació
- Exercicis per desenvolupar la flexibilitat
- Exercicis per desenvolupar la resistència

Aquests exercicis s'han de treballar sempre seguint una programació, depenen en el període de temporada que es trobi el jugador i els objectius que es vol aconseguir.